# Cryptopalpus marginalis
Cryptopalpus marginalis là một loài ruồi trong họ Tachinidae.